# Zotheca viridula
Zotheca viridula là một loài bướm đêm trong họ Noctuidae.